# Francisco José Pereira
Francisco José Pereira (Florianópolis, 3 de abril de 1933 — Florianópolis, 2 de julho de 2012) foi um advogado, jornalista e escritor brasileiro.

## Biografia
Francisco José Pereira nasceu na cidade de Florianópolis, em abril de 1933. 
Foi membro do Instituto Histórico e Geográfico de Santa Catarina. Desde 2005, ocupou a cadeira 5 da Academia Catarinense de Letras, da qual é patrono Crispim Mira.

## Carreira
Aos 19 anos, ingressou no jornalismo da capital. Foi redator e gerente do jornal Diário da Tarde (1952 a 1955). Criou (com Nazareno Coelho) o jornal O Invicto, semanário esportivo de ampla circulação na cidade de Florianópolis (1953 a 1954). Foi redator do jornal Unidade (1959-1963) e diretor do jornal Folha Catarinense, com circulação em todo o Estado de Santa Catarina de 1963 a 1964 (cuja gráfica foi destruída após o golpe militar de 1964). Na imprensa de caráter cultural, foi um dos editores do suplemento Letras e Artes do jornal O Estado (1957). Foi redator do jornal de artes Roteiro, órgão de divulgação cultural catarinense, onde publicou seus primeiros contos (1958). Nesta mesma época colaborou com as revistas Sul e Litoral, com a publicação de diversos contos.
Ingressou em 1955 na Faculdade de Direito de Santa Catarina. Teve ativa participação na política estudantil. Membro do Conselho Universitário da União Catarinense de Estudantes (UCE), dirigiu os jornais Folha Acadêmica (Faculdade de Direito) e O Lutador (UCE). Em julho de 1955, ingressou no Partido Comunista Brasileiro.
Formado em Direito em 1959, foi advogado do Sindicato dos Mineiros de Criciúma (1960-1961). No ano seguinte, transferiu-se para Blumenau e, com escritório próprio de advocacia trabalhista, dedicou-se exclusivamente às demandas da classe operária (1962-1964).
Membro da Executiva Estadual do PCB, foi preso pelo Exército golpista em 1º de abril de 1964, mantido em cárcere por sete meses no Quartel da Polícia Militar do Estado do Paraná. Foi condenado por sua militância política a pena de 12 anos de reclusão. Evadiu-se da prisão e asilou-se na Embaixada da Bolívia, deixando o país em janeiro de 1965 na condição de exilado político, mediante salvo-conduto expedido pelo Itamarati. Viveu no exílio por 15 anos, regressando ao Brasil em maio de 1980, sob o amparo da Lei de Anistia.
No exterior, obteve o título de Mestre em Ciências Políticas e Sociais pela Universidade Católica de Lovaina, Bélgica, em 1969. Defesa da tese: Phénomènes politiques dans le processus du développement. Le militarrisme en Amérique Latine — Une étude de cas: le Brésil. Diploma Especial em Sociologia do Desenvolvimento, pelo Instituto de Estudos de Países em vias de Desenvolvimento, da mesma Universidade Católica de Lovaina, em 1970. Foi contratado como consultor de organismos especializados em desenvolvimento sócio-econômico da Organização das Nações Unidas, atuando em diversos países da América Latina e na África: FAO (República Dominicana, Moçambique), CEPAL (México), ILPES (Chile), FIDA (Nicarágua, Bolívia) e o BID (Banco Interamericano de Desenvolvimento) em Honduras, Equador e Paraguai.
No regresso, ocupou vários cargos políticos, entre eles, Diretor de Planejamento da COBAL (Ministério da Agricultura, 1985), Superintendente da SUDESUL (1986-1987), Diretor-Presidente do IPUF (1988) e Secretário Municipal Florianópolis, no governo da Frente Popular (1993-1996). Foi Presidente estadual do Partido Popular Socialista (PPS), que sucedeu o PCB, no período 1994-1996.
Em 1996, fundou a Editora Garapuvu (Nome da árvore símbolo de Florianópolis), pela qual tem editado muitos escritores catarinenses.
Editou, em 200l, a obra Lexicologia de Os Sertões – O vocabulário de Euclides da Cunha, livro premiado pela Academia Brasileira de Letras, Rio de Janeiro (cidade).

## Reconhecimento
Recebeu em 2005 a Medalha do Mérito Anita Garibaldi, concedida pelo Governo do Estado de Santa Catarina e o Título Honorífico de Cidadão Blumenauense, entregue em sessão solene da Câmara Municipal de Blumenau. Em 2009 recebeu, em Sessão Solene de Concessão, a Comenda do Legislativo Catarinense (Assembleia Legislativa do Estado de Santa Catarina)

## Obras
Como escritor publicou: Apartheid – O Horror Branco na África do Sul (1985)- Editora Brasiliense (quando Nelson Mandela ainda permanecia preso na Ilha Robben, cumprindo pena de prisão perpétua). 
Foi organizador, co-autor e editor de: O Dez Mandamentos Editora Garapuvu (1996); Contos de Carnaval Editora Garapuvu (1997); Círculo de Mistérios Editora Garapuvu (2000); Nossos Melhores Contos Editora Garapuvu (2003); Nem sempre foi Assim - Contos dos Anos de Chumbo Editora Garapuvu (2007).
O livro O Pardieiro (1999), recebeu prêmio de Melhor Livro do Ano, concedido pela Academia Catarinense de Letras e foi indicado como leitura obrigatória para o vestibular da UFSC (Universidade Federal de Santa Catarina).
- Phénomènes politiques dans le processus du développement. Le militarrisme en Amérique Latine — Une étude de cas: le Brésil (1969)
- Apartheid – O Horror Branco na África do Sul (1985)
- As Duas Mortes de Crispim Mira (1992) - (romance histórico) Ed. Lunardelli/FCC
- Desterro de Meus Amores (1993) - (contos) Ed. Lunardelli/FCC
- Um Ônibus e Quatro Destinos (1994) - (romance) Ed. Movimento (co-autoria)
- Voo da Morte (1995) - (romance histórico) Ed. Garapuvu em co-edição Ed. Lunardelli
- O Pardieiro (1999) - (contos) Ed. Garapuvu
- Destinos sem Repouso (2001) - (contos) Ed. Garapuvu
- Havia Estrelas no Céu (2003) - (contos) Ed. Garapuvu
- O Tempo de Eduardo Dias - Tragédia em 4 tempos (2005) - (teatro) Ed. Garapuvu (em co-autoria com Amilcar Neves)
- Contos Completos (2006) - Ed. Garapuvu